# Folągi
Folągi (niem. Folungen) – część wsi Lewałd Wielki w Polsce, położona w województwie warmińsko-mazurskim, w powiecie ostródzkim, w gminie Dąbrówno.
Do 2002 roku miejscowość miała status osady.
W latach 1975–1998 Folągi administracyjnie należały do województwa olsztyńskiego.
W 1974 r. osada Folągi należała do sołectwa Lewałd Wielki (razem z wsią Lewał Wielki i wsią Stare Miasto, gmina Dąbrówno, powiat ostródzki.